# 4e armée de choc
La 4e armée de choc (en russe : 4-я ударная армия) est une unité de l'armée de terre soviétique qui a combattu durant la Grande Guerre patriotique.

## Historique
L'armée est créée à partir de la 27e armée le 25 décembre 1941 dans le Front du Nord-Ouest. Le 1er octobre 1942 elle comprend les 249e, 332e, 334e, 358e et 360e divisions d'infanterie. De janvier à Février 1942 elle participe à la Poche de Kholm.
Le 22 janvier 1942 elle est affectée au front de la Baltique et participe à l'Opération Iskra puis est engagée à la bataille de Smolensk (1943).
Le 1er avril 1945 l'armée rejoint le front de Léningrad et participe aux batailles de la poche de Courlande. 
En juillet 1945 l'armée est envoyée au Kazakhstan.

## Principaux commandants
- Colonel-général Andreï Ieremenko (décembre 1941 - février 1942)
- Lieutenant-général Filipp Golikov (février - mars 1942)
- Major-général, en mai 1942, lieutenant-général Vladimir Kourassov (mars 1942 - avril 1943)
- Major général Dmitri Seleznev (avril - mai 1943)
- Major-général, à octobre 1943, lieutenant-général Vassili Chvetsov - mai - décembre 1943
- Lieutenant-général Piotr Malischev - (décembre 1943-septembre 1945)